# František Silovský
František Silovský (15. listopadu 1888 Soběsuky – 26. ledna 1943 koncentrační tábor Mauthausen) byl příslušník československých legií na Rusi, za protektorátu pak aktivní účastník domácího protiněmeckého odboje v řadách radikální frakce Říjen (součást sokolského odboje). 

## Život
František Silovský se narodil v 15. listopadu 1888 v Soběsukách (dnes – 2025 – okres Plzeň-jih, Plzeňský kraj). Vychodil obecnou školu a vyučil se krejčím. V rakousko–uherské armádě absolvoval prezenční službu u 7. zeměbranského pěšího pluku. Po vypuknutí první světové války byl odvelen na východní frontu. Zde sloužil v hodnosti vojína u 99. pěšího pluku a dne 21. července 1915 padl do zajetí (Koleč). Přihlášku do řad příslušníků československých legií na Rusi si podal u 116. pracovní roty. Do československých legií v Rusku byl zařazen v hodnosti vojína dne 27. června 1917 a přiřazen ke 3. střeleckému pluku Jana Žižky z Trocnova. Jeho legionářská kariéra skončila 21. října 1920 demobilizací z hodnosti vojína u 3. střeleckého pluku čs. legií s nímž se vrátil do nově vzniklého Československa.

Transportní zaoceánské lodi, které přepravovaly příslušníky 3. střeleckého pluku čs. legií z Ruska do Československa
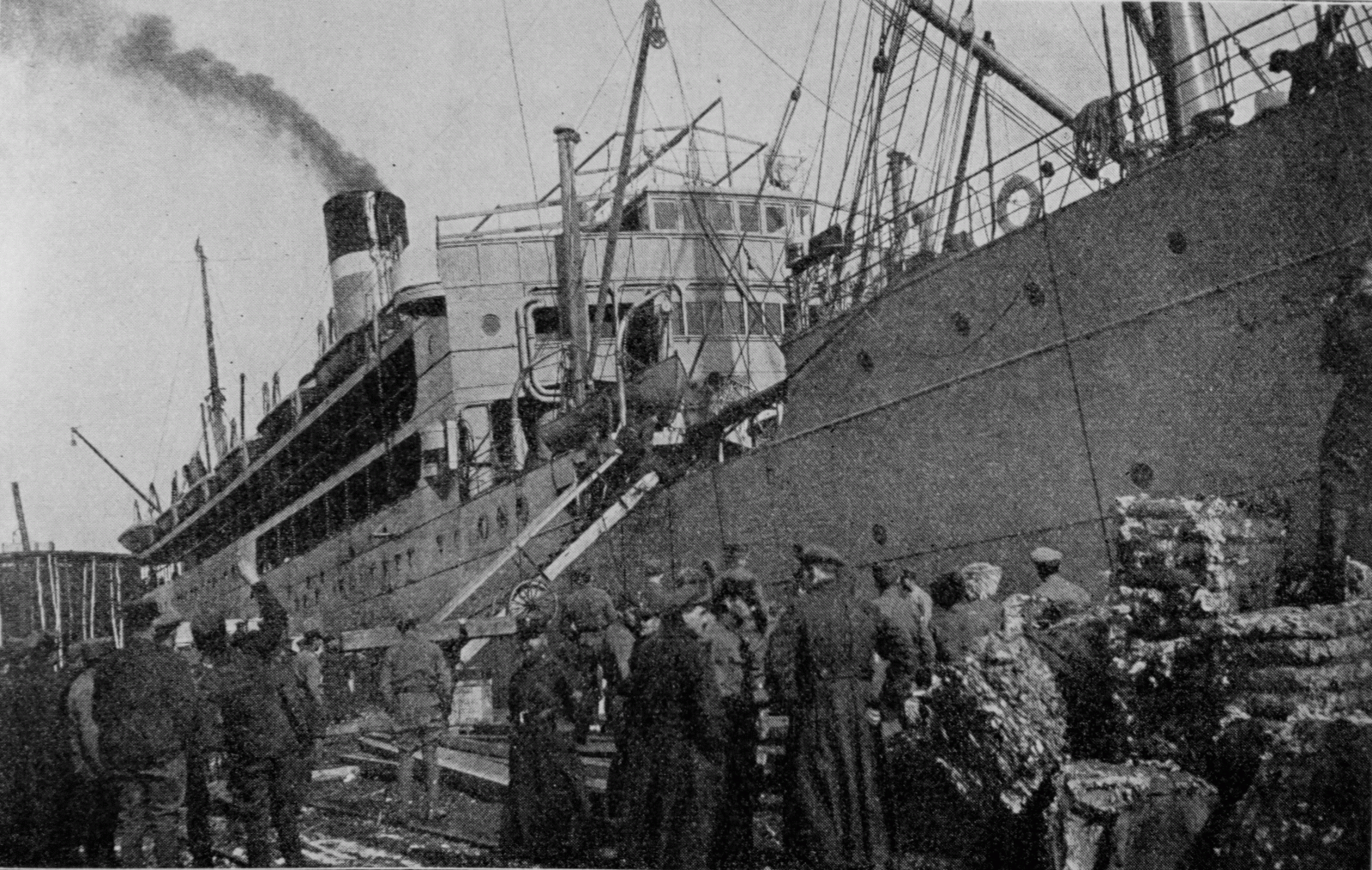
USAT Madawaska
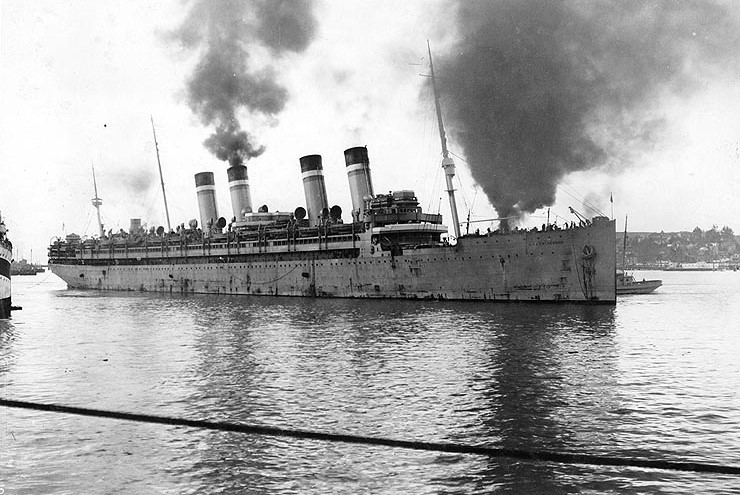
USAT Mount Vernon
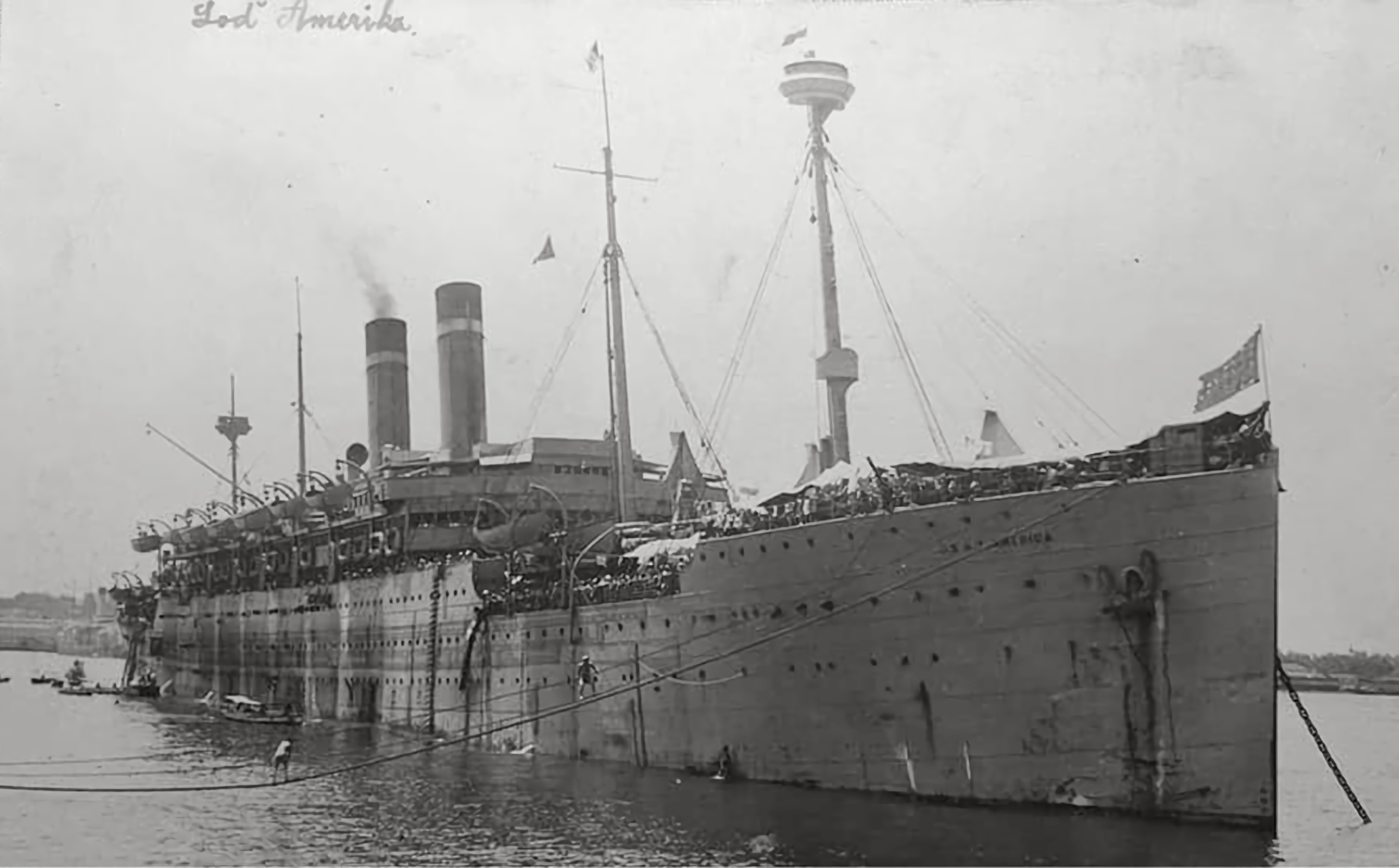
USAT America (rok 1920)

Po skončení první světové války se až do svého zatčení v září 1942 živil jako krejčí a obchodník. Bydlel v Praze II. Po nastolení protektorátu (15. března 1939) se zapojil do domácí protiněmecké rezistence. Byl aktivní v sokolské odbojové organizaci, přesněji v její radikální frakci Říjen, kde spolupracoval se „zbrojířem“ Oldřichem Frolíkem, deaktivovaným československým vojákem kapitánem Karlem Pavlíkem, sokolským činovníkem Jaroslavem Pechmanem a jedním z nejbližších spolupracovníků operace Anthropoid – učitelem a starostou sokolské župy Krušnohorské-Kukaňovy Janem Zelenkou-Hajským.

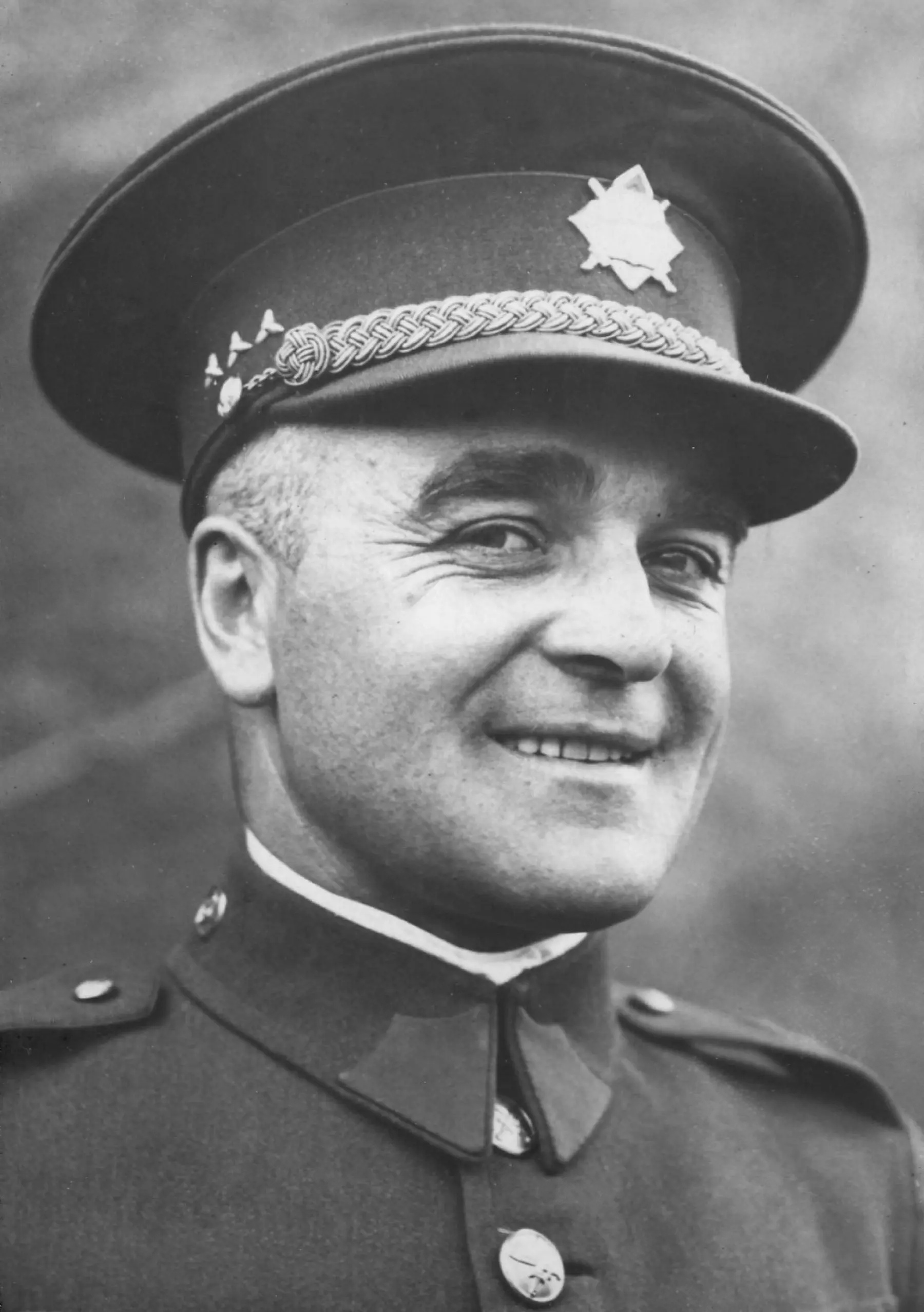
Karel Pavlík
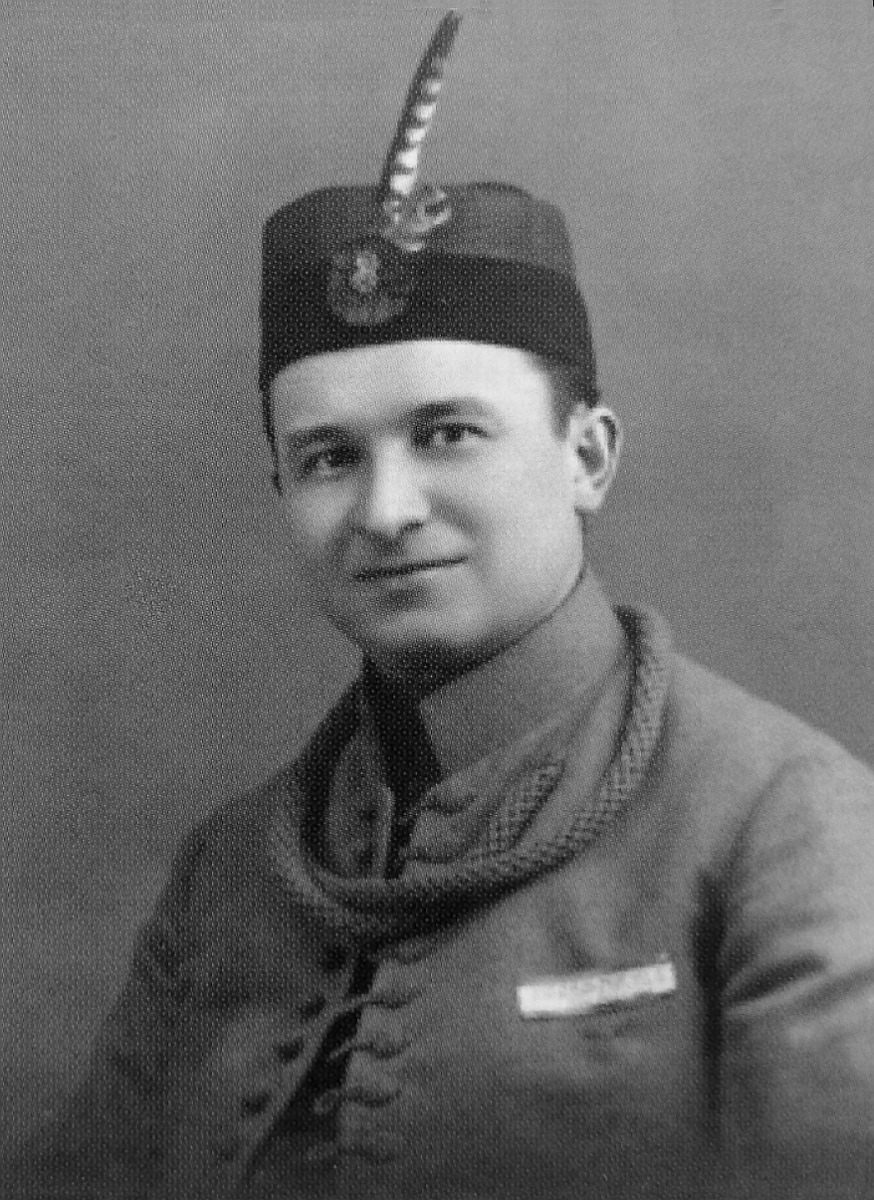
Jaroslav Pechman
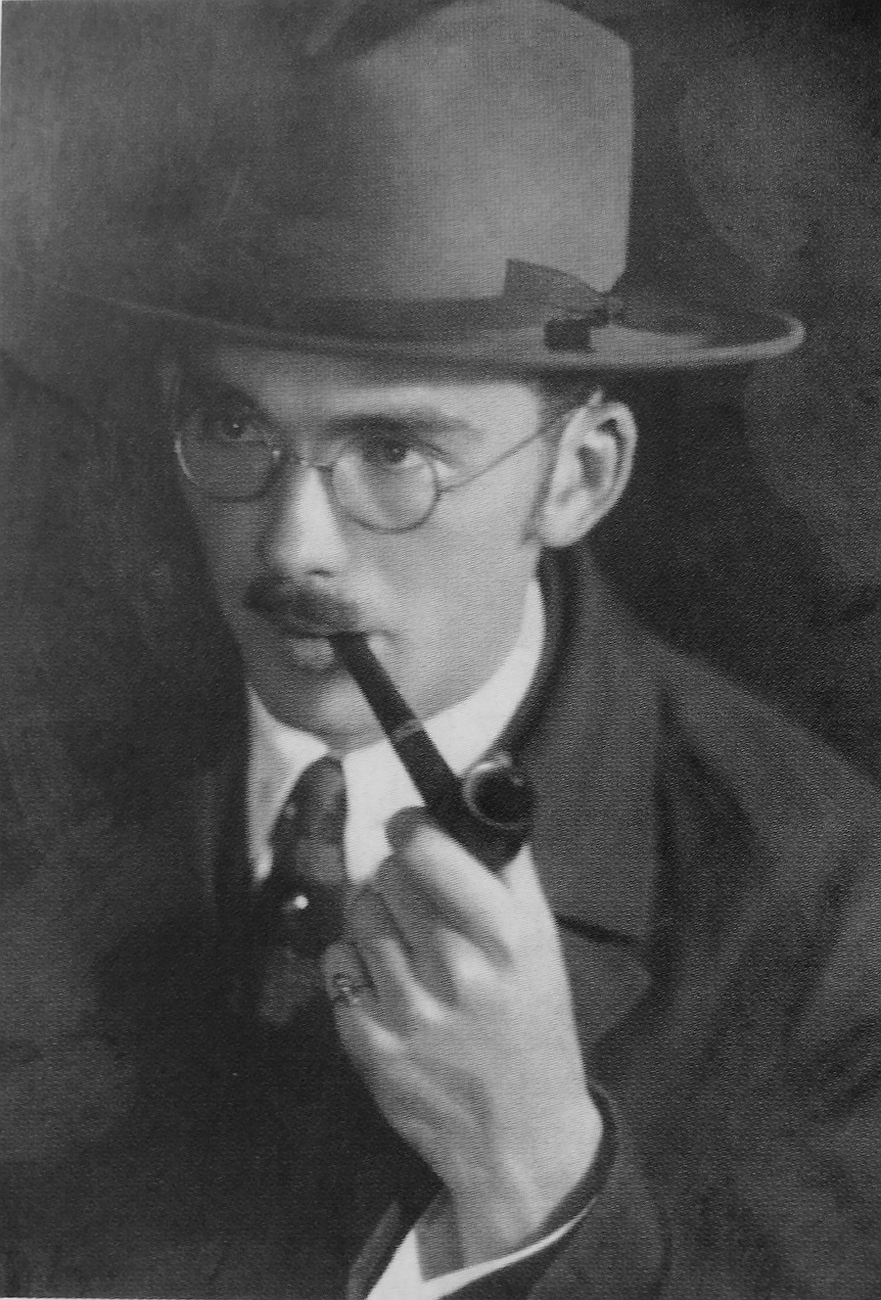
Jan Zelenka-Hajský

### Otto Linhart

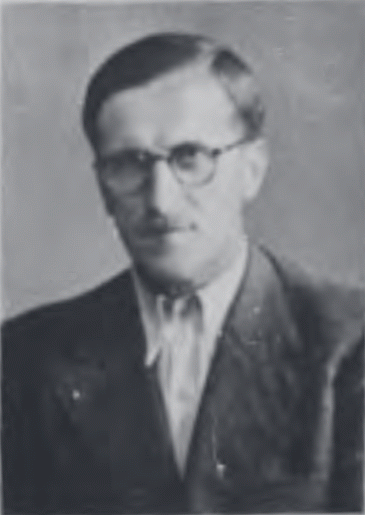
Otto Linhart alias Jan Zach

Otto Linhart byl, stejně jako František Silovský, bývalý příslušník československých legií, který v desátnické hodnosti sloužil na Rusi u 1. střelecké divize („Husitské“). Linhart byl mezi válkami zaměstnán jako poštovní revident (kontrolor) – radiotelegrafista na Ředitelství pošt a telegrafů v Praze (Hlavní pošta Praha) a za protektorátu se zapojil rovněž do odboje, kde jeho profesionální odbornost radiotelegrafisty využívala nejprve vojenská odbojová organizace Obrana národa, poté se stal operátorem ilegálních vysílaček SPARTA provozovaných Ústředním vedením odboje domácího (ÚVOD) s nimiž domácí odboj v průběhu let 1940 až 1941 udržoval rádiové spojení s čs. exilovou vládou dr. Edvarda Beneše v Londýně. Radiostanice se přemisťovaly do různých pražských lokalit až do doby přepadení jinonického akcizu (v noci z 3. na 4. října 1941). Tehdy se gestapo dostalo k Ottově fotografii (podobizně), která byla zveřejněna 29. října 1941 v protektorátním pátracím Policejním věstníku. Otto Linhart částečně změnil vzhled, podařilo se mu získat fingované osobní dokumenty na jméno „Jan Zach“ a přešel do ilegality během níž se po 11 týdnů (až do 15. února 1942) ukrýval na různých místech v Praze. Linhart byl intenzivně hledán gestapem a byl to právě František Silovský, který mu (kromě jiných osob) poskytl azyl a ukryl jej. (Na jaře roku 1941 ze Silovského bytu dokonce radiotelegrafista Otto Linhart vysílal z radiostanice Sparta I.) Nakonec se Otto Linhart v půlce února 1942 přesunul do Plzně. Jako jeden z mála operátorů radiových stanic SPARTA druhou světovou válku přežil a po osvobození pokračoval v práci jako poštovní kontrolor na Hlavní poště Praha.

### Oldřich Frolík
Oldřich Frolík pracoval za protektorátu jako kovodělník v Janečkově továrně (zbrojovce) v Praze na Pankráci. Se svojí ženou Barborou Frolíkovou měli dvě malé dcerky Květu a Jitku a rodina Frolíkova bydlela v pražské Michli. Do protiněmecké rezistence byl Frolík zapojen jako člen Října – radikální (diverzní) frakce sokolského odboje a přes Říjen se v roce 1942 stal Frolík důležitým podporovatelem členů paravýsadku Anthropoid. Pro parašutisty zajišťoval servis týkající se munice, zbraní ale i výbušnin a poskytoval jim i případné ilegální ubytování. Na stopu Oldřicha Frolíka se vyšetřovatelé dostali necelé 4 měsíce po útoku (ten se uskutečnil 27. května 1942) na zastupujícího říšského protektora SS Obergruppenführera Reinharda Heydricha. Dne 15. září 1942 byl Frolík v bytě překvapen trojicí zasahujících příslušníků gestapa, kteří se chystali k domovní prohlídce. Oldřich Frolík na ně v neočekávaný moment zahájil přesnou palbu z pistole a během přestřelky dva členy zatýkacího komanda na místě zastřelil a posledního lehce zraněného donutil ke spěšnému ústupu.
Oldřich i Barbora Frolíkovi po přestřelce s gestapem opustili byt, přešli do ilegality a po útěku se ukrývali právě v krejčovství Františka Silovského na adrese: Na bojišti 7, Praha 2 - Nové Město. Gestapu se ve spolupráci s protektorátní policií podařilo ukrýt manželů Frolíkových v bytě Františka Silovského vypátrat.
Druhý (tentokrát úspěšný) pokus o zatčení Frolíka se uskutečnil o týden později (23. září 1942) s pomocí zrádné lsti konfidenta gestapa Jaroslava Panenky. Frolík ukrývající se s manželkou Barborou v bytě u Františka Silovského byl nalákán do léčky. Po opuštění ukrytu na ulici byl Oldřich nakonec udolán v bitce přesilou osmi mužů a zatčen. Společně s Oldřichem Frolíkem byla zatčena i jeho žena Barbora Frolíková jakož i jejich poslední ilegální ubytovatel krejčovský mistr František Silovský.

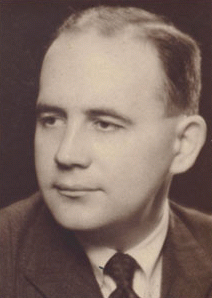
Oldřich Frolík
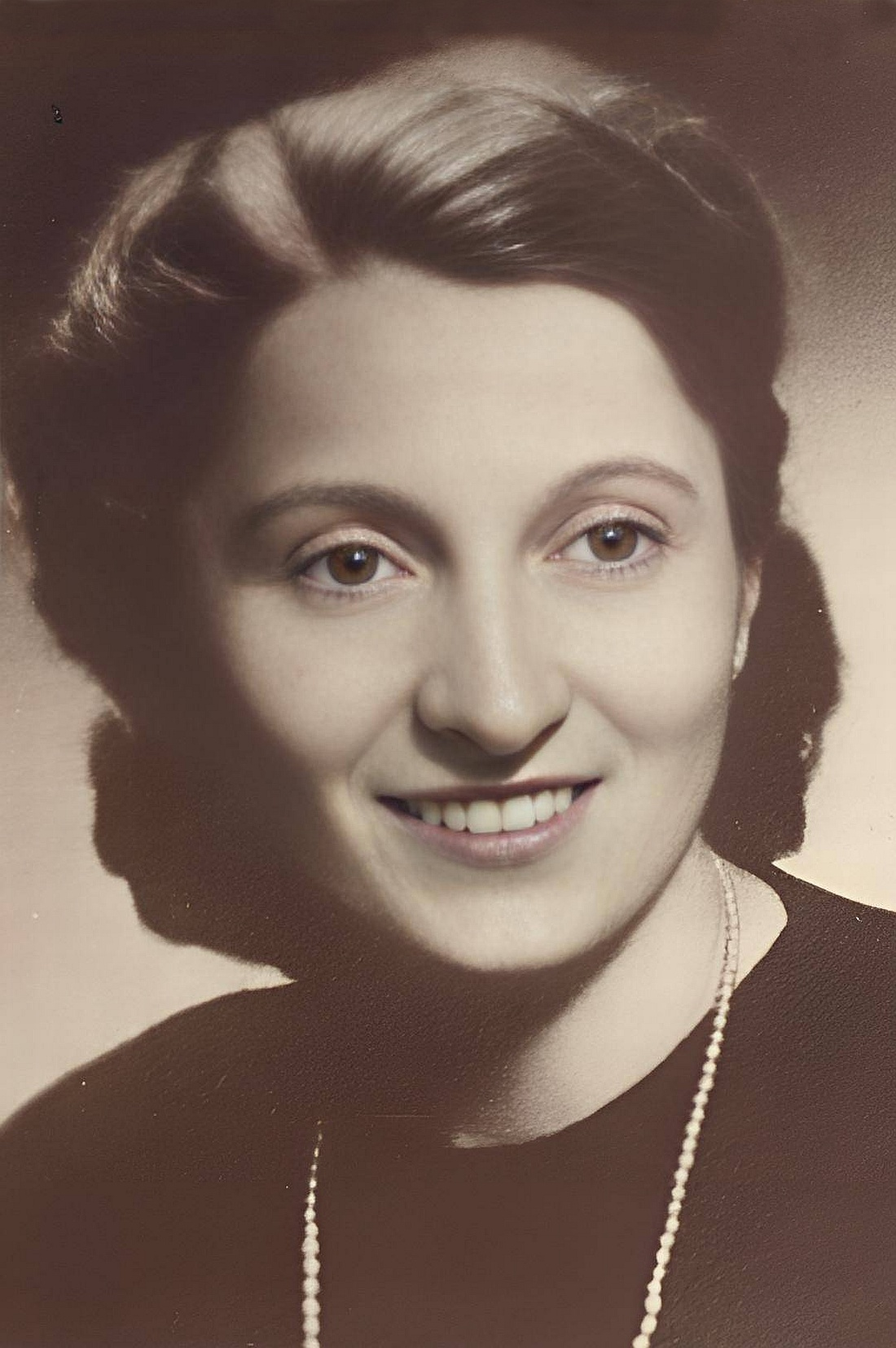
Barbora Frolíková

### Závěr
František Silovský byl vězněn v policejní vazbě v Praze, odkud byl následně převezen do policejní věznice gestapa v Malé pevnosti Terezín. Odtud byl 15. ledna 1943 deportován do koncentračního tábora Mauthausen. Oba manželé Frolíkovi i František Silovský skončili svůj život (byli popraveni 26. ledna 1943) v koncentračním táboře Mauthausen. (František Silovský byl zastřelen v odstřelovacím koutě „bunkru“ střelou z malorážní pistole do týla v 16:33. Bylo mu 54 let.) Těla zavražděných byla zpopelněna a jejich popel byl bez piety vysypán na popelovou halda u koncentračního tábora Mauthausen. Manželka Františka Silovského - Marie Silovská (* 7. října 1898), která pracovala rovněž v domácím odboji – byla zavražděna až dlouho po manželově smrti v Malé pevnosti Terezín dne 16. srpna 1944 (bylo jí 45 let).

## Připomínka

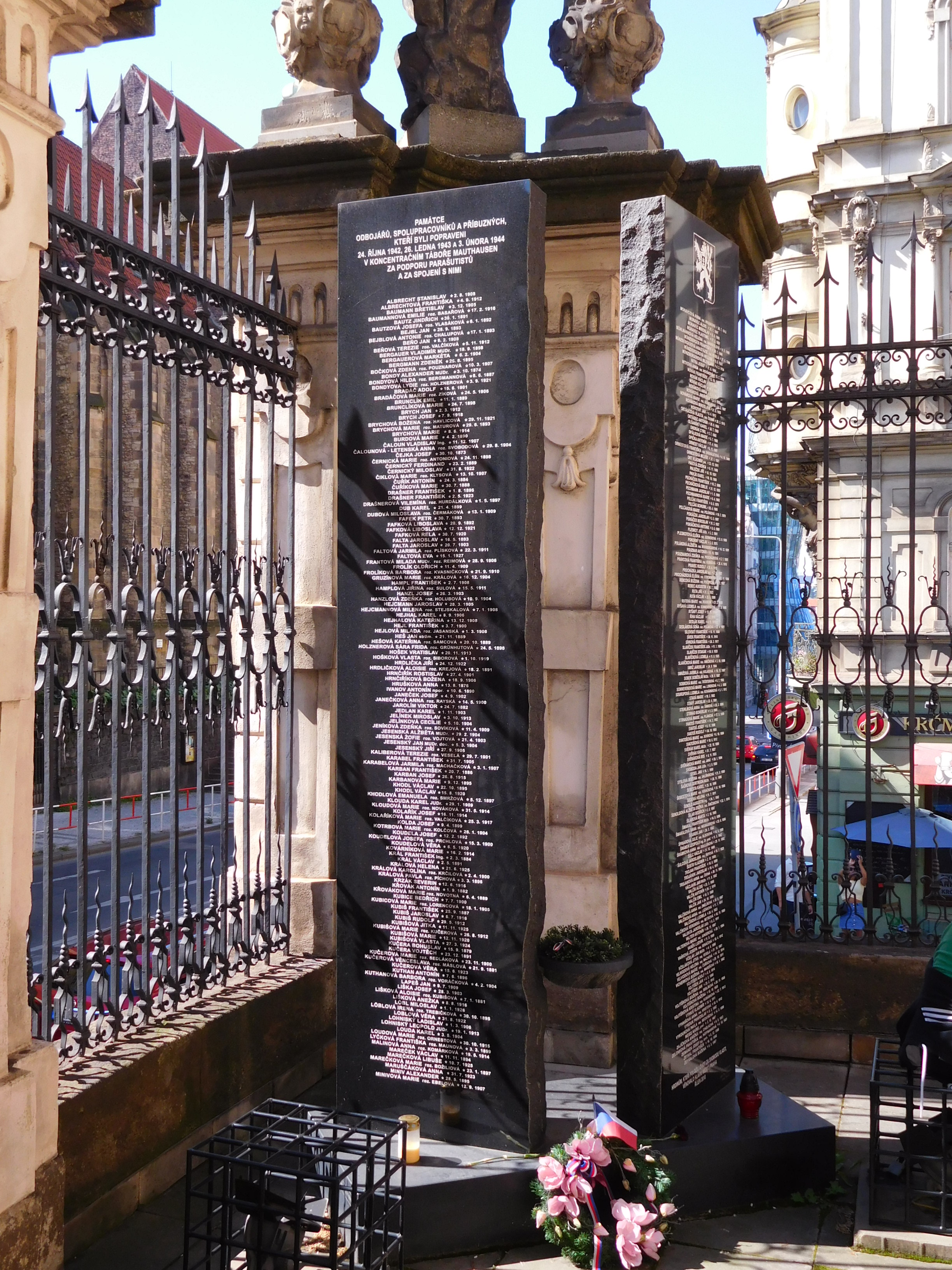
Pomník odbojářům popraveným a umučeným v souvislostí s operací Anthropoid (Resslova ulice)

Jeho jméno (Silovský František *15.11.1888) je uvedeno na pomníku při pravoslavném chrámu svatého Cyrila a Metoděje (adresa: Praha 2, Resslova 9a). Pomník byl odhalen 26. ledna 2011 a je součástí Národního památníku obětí heydrichiády.